# マジックアワー (緑黄色社会の曲)
「マジックアワー」は、日本のポップ・ロック・バンドである緑黄色社会の楽曲。2023年8月7日に7枚目のシングル『サマータイムシンデレラ』のカップリング曲として発売された。小林壱誓が作詞作曲を手がけたラブソングで、歌詞では「夏が過ぎても離れたくない」という気持ちが歌われている。楽曲はフジテレビ系月9ドラマ『真夏のシンデレラ』の挿入歌として使用された。

## 背景・リリース
「マジックアワー」は、元々『真夏のシンデレラ』の主題歌として制作された楽曲。ドラマ側から弾けるようなポップでフレッシュな感じ。夏らしくて青春っぽい感じというオーダーを受けて楽曲制作を行われ、その中で後に主題歌に決まった「サマータイムシンデレラ」が書かれた。その後、まったく違う感じで、大人っぽさもほしいという話が挙がり、2度目の楽曲提出のタイミングで本作が作られた。当初挿入歌を担当する予定はなかったが、本作を聴いたドラマのプロデューサーが気に入ったことから挿入歌に決まった。
2023年7月10日にフジテレビ系月9ドラマ『真夏のシンデレラ』の放送が開始され、同日の放送回で「マジックアワー」が挿入歌として使用されることが明かされた。メンバーは中野プロデューサーの、“音楽もキャストの一員”として向き合ってくださる姿勢に、全身全霊で応えたいという気持ちで曲を書き下ろしました。ドラマの大事な場面が音楽によって更に深く心に残るような、そんな魔法がかかることを祈っていますと語っている。
7月24日、7枚目のシングル『サマータイムシンデレラ』が8月7日に配信リリース、9月6日にCDシングルとして発売されることが発表され、同作のカップリング曲として「マジックアワー」が収録されることが併せて発表された。
7月26日に放送されたニッポン放送『緑黄色社会・長屋晴子のオールナイトニッポンX』でラジオ初オンエアとなった。

## 制作
「マジックアワー」は、第1話の台本の最後に「花火が上がる」と書いてあったことがきっかけとなり、小林いわく日本の情緒的な風景が浮かびやすいヨナ抜き音階で作られた。ヨナ抜き音階を使ったことについて、小林はヨナ抜き音階はいろいろなアーティストさんが使ってますけど、緑黄色社会ではちゃんと取り入れたことがなかったので、このタイミングでやってみたいなとふと思ったんですよねと語っている。
歌詞中の一人称は、緑黄色社会の楽曲では初となる「あたし」が使用された。歌詞中の「あたし」について、インタビュアーから器の大きさもある一方で一途さもある心が素敵と言われた小林は実際に器が大きいというより、むしろ「本当はそんな器の大きさなんかないけど、とりあえずこっちに来て」という気持ちが強い感じなんですよねと語っている。本作の歌詞で描かれた花火は、映画『ジョー・ブラックをよろしく』のワンシーンから影響を受けたもの。
間奏のシンセサイザーのフレーズは、小林がアレンジャーのLASTorderに頼んで取り入れられたもので、ギターソロは全員で話し合いさらにギターソロが入ると強い光みたいな存在感が出るよねということから加えられた。

## ミュージック・ビデオ
「マジックアワー」のミュージック・ビデオは、2023年9月4日に公開された。監督は「サマータイムシンデレラ」と同じく大久保拓朗が務めた。ミュージック・ビデオは、各メンバーの「夏のひととき」を切り取った内容になっており、タイトルにもなっているマジックアワーに撮影された長屋の映像や、ライブ映像も含まれている。撮影は神奈川県真鶴町、足柄キャスティングエリア、香川県三豊市などで行なわれた。

## 評価や反響
「マジックアワー」は、2023年8月16日に公開されたBillboard Japan Download Songsで、4,146ダウンロードを売り上げて初登場10位を記録した。オリコン週間デジタルシングル（単曲）ランキングでは、8月21日付の同ランキングで初登場10位を記録し、以来9週にわたってチャートインした。
フリーライターの橘川有子は、『BARKS』に寄稿したコラムの中で和の情緒を滲ませる旋律はどこかはかなく切なげで、ノスタルジーを誘うと評した。音楽ライターの松本侃士は、『Real Sound』に寄稿したコラムの中で〈あなたは花火〉というサビの一節が象徴的なように、美しくも次の瞬間には散ってしまう刹那的な輝きを伝えていると評し、ドラマ内で描かれる「ひと夏の恋の切なさ」と重なるものと述べた。

## 演奏披露
「マジックアワー」は、2023年の夏に緑黄色社会が出演した『ROCK IN JAPAN FESTIVAL 2023』や『MONSTER baSH 2023』などの音楽イベントで演奏された。
2023年9月13日に公開された『THE FIRST TAKE』第358回では、長屋と小林の2人とヴァイオリンやチェロを交えたアコースティックのアレンジで披露。ヴァイオリンの演奏は吉田翔平、チェロの演奏は林田順平が担当した。

## クレジット
※出典
緑黄色社会
- 長屋晴子 – Vocal
- 小林壱誓 – Guitars
- peppe – Piano, Keyboard
- 穴見真吾 – Bass

外部ミュージシャン
- LASTorder – Programming
- 比田井修 – Drums

レコーディング・スタッフ
- 村上宣之 – Recording & Mixing
- 阿部充泰 – Mastering

## チャート成績
| チャート (2023年)               | 最高位 |
| ------------------------------- | ------ |
| 日本 (Japan Hot 100)            | 80     |
| 日本 (オリコンデジタルシングル) | 10     |